# Sistotrema porulosum
Sistotrema porulosum é uma espécie de fungo pertence à família Hydnaceae.